# Eupithecia sperryi
Eupithecia sperryi är en fjärilsart som beskrevs av Mcdunnough 1949. Eupithecia sperryi ingår i släktet Eupithecia och familjen mätare. Inga underarter finns listade i Catalogue of Life.